# Polyscias meliifolia
Polyscias meliifolia är en araliaväxtart som först beskrevs av William Grant Craib, och fick sitt nu gällande namn av Lowry och G.M.Plunkett. Polyscias meliifolia ingår i släktet Polyscias och familjen Araliaceae. Inga underarter finns listade.